# Montbrió de la Marca
Montbrió de la Marca és una entitat de població del municipi de Sarral, Conca de Barberà. L'any 2005 tenia 41 habitants.
Es troba al vessant del turó de la Torre (640 m), aproximadament a 610 m d'altitud i a uns 4,5 km al nord-est del nucli urbà de Sarral. Hi passa el sender GR 175, i s'hi accedeix des de la carretera C-241.
Es formà al voltant de l'antic castell de Montbrió, esmentat ja el 1075. El nom de Montbrió és la grafia aglutinada de mont Brió, és a dir, la muntanya de Brió (nom d'home).
El 1269 passà a l'orde dels templers, dins la comanda de Barberà; a l'extinció de l'orde, passà als hospitalers. Fou municipi independent fins al 1972, i incloïa Vallverd (abans Vallverd de Queralt) i l'antiga quadra i masia del Cogull.